# شاه مكان (زاز الشرقي)
شاه مكان (بالفارسية: شاه مکان) هي قرية تقع في إيران في قسم زاز الشرقي الریفي. يقدر عدد سكانها بـ 300 نسمة .